# Seven Pounds
Seven Pounds är en film från 2008, regisserad av Gabriele Muccino, efter manus av Grant Nieporte. I huvudrollerna ses Will Smith, Rosario Dawson och Woody Harrelson.

## Synopsis
Ben Thomas, en skattmas, söker upprättelse och för att lätta sitt samvete efter en bilolycka genom att kontakta sju olika främmande personer. Han vill övertyga dem att de är skyldiga skatteverket pengar men tänkte inte att han skulle bli kär i en av dem...

## Rollista
- Will Smith – Tim Thomas, under identiteten av Ben Thomas
- Rosario Dawson – Emily Posa, en egenföretagare av inbjudningskort
- Woody Harrelson – Ezra Turner, en blind försäljare som spelar piano
- Elpidia Carrillo – Connie Tepos
- Madison Pettis – Connies dotter